# Receptor de hormona tiroidea alfa
El receptor de hormona tiroidea alfa (TR-alfa) también conocido como NR1A1 (de sus siglas en inglés "nuclear receptor subfamily 1, group A, member 1"), es un receptor nuclear codificado, en humanos, por el gen HGNC THRA .
La proteína TR-alfa es un receptor nuclear de hormonas para triyodotironina. Es uno de los diversos receptores para hormonas tiroideas y ha demostrado estar implicado en la actividad biológica de la hormona tiroidea. Estudios llevados a cabo en ratones knockout sugieren que los diferentes receptores, mientras mantengan cierta redundancia, podrían mediar en las diferentes funciones de la hormona tiroidea. Se han descrito diferentes variantes por splicing alternativo que generan distintas isoformas del receptor.

## Interacciones
El receptor de hormona tiroidea alfa ha demostrado ser capaz de interaccionar con:
- NCOA6[2][3]
- MED16[4]
- MEF2A[5]
- TRIP11[6]
- MED1[7]
- ITGB3BP[8][9]
- MED6[4]
- COPS2[10]
- EP300[5]
- MED12[4]
- Ubiquitina C[11]